# عبد الحميد العبار
عبد الحميد العبار (1894 في سلوق - 20 سبتمبر 1977 في بنغازي) مجاهد ليبي ورئيس سابق لمجلس النواب الليبي في العهد الملكي.

## حياته
بدأ الجهاد منذ الغزو الإيطالي لليبيا ولم يبرح السلاح يده إلا بعد شنق عمر المختار بأربعة شهور سنة 1932 م، وكانت إيطاليا تسميه شيخ القبيلة الشاب وكانت تنشر الإعلانات وتمنى بدفع مئات الآلاف النقدية لمن يأتي به حيا أو ميتا. لشيخ عبد الحميد أخواله من مصراتة، وإن بيتهم يُعرف فيما بين آل العبار بـ بيت المصراتية، حيث قيل فيهم هذا البيت ((اجعنهم خوال الناس كيف خوالي * جود وكرم تاريخ صرحه عالي))
هو من أغنياء برقة وأجودهم. زاره أحمد الشريف السنوسي ومعه مائة مجاهد، فاستضافهم ستين ليلة. ثم خرجت إيطاليا بجيوشها لإخضاعه، فحمل متاعه على مائة ناقة، وقاتل من أجلها من الشروق إلى الغروب، ثم انفلقت بطن حصانه الأبيض المشهور به ففاز ببندقيته ورأسه.
ومكث يقاتل مع عمر المختار، وكان من أقرب المقربين إليه، إلى أن استشهد هذا وأخذت إيطاليا كل القبائل العربية من مواقع المجاهدين والمستسلمة لها إلى «معتقل العقيلة» وأقامت الأسلاك الشائكة على حدود مصر - برقة، ومنعت المؤن عن المجاهدين، فغادر العبار ومعه 64 رجلا معاقلهم ببرقة، قاصدين حدود مصر وبقوا 12 يوما بدون طعام ولا شراب سوى أرنب ساقها لهم القدر فاصطادوها، ثم قاتلوا جند الحدود وتعدوا الأسلاك بمهارة حارت فيها قيادة الإيطاليين. واستقبلهم المصريون بحفاوة وأطعموا العبار أياما طويلة بالسمن ليسهل عليه أكل الطعام الذي حرم منه مدة، وكان يتستر بخرق بالية من خيش الخيم، وهو الذي كان أغنى رجل في برقة ومن أشهر أجاويدها. لكنه لم يندم، فقد دفع ذلك في سبيل الجهاد ووطنه، وقد تنعم بحسن العافية.

## حياته السياسية
لاينقص العبار جهادا عن أبطال ليبيا أمثال عمر المختار، رمضان السويحلي، يوسف بورحيل المسماري، الفضيل بوعمر، سعدون السويحلي وسليمان الباروني وغيرهم من المجاهدين ضد الغزو الإيطالي لليبيا.
بعد الاستقلال أصبح رئيسا لمجلس النواب، توفي عام 1977 م.